# World TeamTennis 2014
World TeamTennis 2014 — летняя профессиональная командная теннисная лига, игры которой проходили в США в июле 2014 года. Представляет собой тридцать девятый сезон профессионального турнира World TeamTennis. Чемпионский титул в третий раз подряд и в четвёртый раз за последние пять лет защищала команда «Вашингтон Каслс», которая перед началом сезона снова рассматривалась как основной фаворит турнира и в итоге в четвёртый раз подряд стала победительницей, повторив рекорд лиги, установленный «Сакраменто Кэпиталз».

## Команды-участницы
В играх лиги принимают участие семь команд, разбитых на две конференции по географическому признаку. Команды представляют пять штатов США (две от Техаса) и округ Колумбия; планировалось участие восьмой команды — «Лас-Вегас Неон», однако в марте из-за проблем с финансированием оно было отменено.
| Восточная конференция | Восточная конференция   | Восточная конференция | Западная конференция | Западная конференция  | Западная конференция                                                               |
| Команда               | Город                   | Состав | Команда              | Город                 | Состав                                                                             |
| --------------------- | ----------------------- | --- | -------------------- | --------------------- | ---------------------------------------------------------------------------------- |
| Бостон Лобстерс       | Манчестер, Массачусетс  | Эрик Буторак Рик де Вуст Джон Изнер Меган Мултон-Леви Шэрон Фичмен Коко Вандевеге Кейтлин Хуриски                           | Остин Эйсез          | Сидар-Парк, Техас     | Марион Бартоли Ева Грдинова Вера Звонарёва Энди Роддик Трет Хьюи Джон-Патрик Смит  |
| Вашингтон Каслс       | Вашингтон               | Кевин Андерсон Леандер Паес Бобби Рейнольдс Анастасия Родионова Слоан Стивенс Винус Уильямс Мартина Хингис Ярмила Гайдошова | Сан-Диего Авиэйторс  | Сан-Диего, Калифорния | Боб Брайан Майк Брайан Даниэла Гантухова Сомдев Девварман Равен Класен Квета Пешке |
| Филадельфия Фридомз   | Вилланова, Пенсильвания | Виктория Азаренко Фрэнк Данцевич Марсело Мело Тейлор Таунсенд Лизель Хубер                                                  | Спрингфилд Лейзерс   | Спрингфилд, Миссури   | Джеймс Блейк Ольга Говорцова Анна-Лена Грёнефельд Майкл Расселл Росс Хатчинс       |
|                       |                         | | Тексас Уайлд         | Ирвинг, Техас         | Алекс Богомолов Айсам-уль-Хак Куреши Анабель Медина Гарригес Дарья Юрак            |

1. 1 2 3 4  Запасной
2. ↑  Тейлор Таунсенд заменила в последний момент Архивная копия от 27 марта 2016 на Wayback Machine заявленную на сезон Викторию Дюваль

## Основные события
Серия из 18 подряд побед «Вашингтон Каслс» (больше года без поражений) была прервана «Сан-Диего Авиэйторс» в матче 14 июля. «Каслс» проиграли у себя дома четыре сета из пяти, до этого отдав соперникам с начала сезона лишь три сета в шести матчах.
«Вашингтон» в итоге завершил основной сезон на первом месте в Восточной конференции, несмотря на поражение от «Филадельфии» в последнем матче. В финале конференции встретились эти же две команды, и «Каслс» выиграли (чему способствовала травма, полученная Лизель Хубер в первом гейме сета женских пар). «Каслс» вышли в финал лиги в четвёртый раз подряд, повторив рекорд «Сакраменто Кэпиталз». В финале Западной конференции «Сан-Диего Авиэйторз», уверенно выигравшие регулярный сезон, неожиданно уступилили на своём корте «Спрингфилд Лейзерс»; «Авиэйторз» вели в матче, но два последних сета были проиграны сначала MVP регулярного сезона Даниэлой Гантуховой, а затем сильнейшей мужской парой мира Бобом и Майком Брайанами. «Спрингфилд» и «Вашингтон» встретились в финале лиги во второй раз подряд, и «Каслс» завоевали четвёртое чемпионское звание подряд, также сравнявшись с рекордом «Сакраменто Кэпиталз».

## Турнирная таблица
Команды внутри каждой конференции играют в основном между собой, отдельные игры проводя с командами из другой конференции. Каждая команда проводит в рамках группового турнира по 14 игр (семь дома и семь на выезде) по 5 сетов — в мужском одиночном, женском одиночном, мужском парном, женском парном и смешанном парном разряде. По две лучших команды в каждой конференции разыгрывают финалы конференций, победители которых встретятся в финале лиги. Круговой этап турнира проходит с 6 по 23 июля. Финальные матчи конференций пройдут 24 июля 2014 года на домашних кортах победителей конференций, а финал — 27 июля на домашнем корте команды-победительницы Западной конференции.

### Групповой этап
| Легенда            |
| ------------------ |
| Победа дома        |
| Поражение дома     |
| Победа в гостях    |
| Поражение в гостях |

#### Восточная конференция
| Команда             | ВК                      | ФФ                      | БЛ                   | СДА         | СЛ          | ОЭ          | ТУ          | В  | П  | %    |
| ------------------- | ----------------------- | ----------------------- | -------------------- | ----------- | ----------- | ----------- | ----------- | -- | -- | ---- |
| Вашингтон Каслс     |                         | 25-10 23-14 15-22 20-21 | 24-16 25-8 23-9 25-9 | 18-22       | 10-24 23-15 | 25-10       | 20-13 23-18 | 10 | 4  | 71,4 |
| Филадельфия Фридомз | 10-25 14-23 22-15 21-20 |                         | 25-14 23-21 25-6     | 19-20 19-18 | 21-20 21-18 | 25-11 18-22 | 21-22       | 9  | 5  | 64,3 |
| Бостон Лобстерс     | 16-24 8-25 9-23 9-25    | 14-25 21-23 6-25        |                      | 19-21 15-20 | 13-23 7-25  | 18-22 20-18 | 14-23       | 1  | 13 | 7,1  |

#### Западная конференция
| Команда             | СДА                     | СЛ                      | ОЭ                      | ТУ                      | ВК          | ФФ          | БЛ          | В  | П | %    |
| ------------------- | ----------------------- | ----------------------- | ----------------------- | ----------------------- | ----------- | ----------- | ----------- | -- | - | ---- |
| Сан-Диего Авиэйторс |                         | 18-19 21-15             | 23-11 18-20 22-18 22-12 | 19-20 21-18 22-13       | 22-18       | 20-19 18-19 | 21-19 20-15 | 10 | 4 | 71,4 |
| Спрингфилд Лейзерс  | 19-18 15-21             |                         | 17-19 21-13             | 16-17 19-18 13-22 23-16 | 24-10 15-23 | 20-21 18-21 | 23-13 25-7  | 7  | 7 | 50,0 |
| Остин Эйсез         | 11-23 20-18 18-22 12-22 | 19-17 13-21             |                         | 23-22 12-23 20-13       | 10-25       | 11-25 22-18 | 22-18 18-20 | 6  | 8 | 42,9 |
| Тексас Уайлд        | 20-19 18-21 13-22       | 17-16 18-19 22-13 16-23 | 22-23 23-12 13-20       |                         | 13-20 18-23 | 22-21       | 23-14       | 6  | 8 | 42,9 |

### Финалы конференций
Финалы конференций прошли 24 июля на домашних кортах победителей конференций.
| Команда               | ЖО                    | МО                    | ЖП                    | МП                    | СП                    | ОТ                    | Общий счёт            |
| Восточная конференция | Восточная конференция | Восточная конференция | Восточная конференция | Восточная конференция | Восточная конференция | Восточная конференция | Восточная конференция |
| --------------------- | --------------------- | --------------------- | --------------------- | --------------------- | --------------------- | --------------------- | --------------------- |
| Вашингтон Каслс       | 2                     | 5                     | 5                     | 3                     | 5                     | 1                     | 21                    |
| Филадельфия Фридомз   | 5                     | 3                     | 1                     | 5                     | 2                     | 0                     | 16                    |
| Западная конференция  |                       |                       |                       |                       |                       |                       |                       |
| Сан-Диего Авиэйторс   | 0                     | 4                     | 5                     | 3                     | 5                     |                       | 17                    |
| Спрингфилд Лейзерс    | 5                     | 5                     | 4                     | 5                     | 3                     |                       | 22                    |

### Финал лиги
Финальный матч прошёл 27 июля в Спрингфилде (Миссури), на домашнем корте победителя Западной конференции.
| Команда            | ЖО | МО | ЖП | МП | СП | Общий счёт |
| ------------------ | -- | -- | -- | -- | -- | ---------- |
| Спрингфилд Лейзерс | 2  | 4  | 1  | 2  | 4  | 13         |
| Вашингтон Каслс    | 5  | 5  | 5  | 5  | 4  | 25         |

## Лидеры лиги
| Разряд            | Лидер                         | Команда   | Выиграно геймов | Проиграно геймов | Процент побед |
| ----------------- | ----------------------------- | --------- | --------------- | ---------------- | ------------- |
| Женский одиночный | Мартина Хингис                | Каслс     | 32              | 13               | 71,1          |
| Мужской одиночный | Майкл Расселл                 | Лейзерс   | 62              | 36               | 63,3          |
| Женский парный    | Мартина Хингис                | Каслс     | 43              | 20               | 68,3          |
| Мужской парный    | Сомдев Девварман Равен Класен | Авиэйторс | 47              | 39               | 54,7          |
| Смешанный парный  | Лизель Хубер                  | Фридомз   | 63              | 39               | 61,8          |

- Самый ценный игрок (MVP) сезона среди женщин: Даниэла Гантухова (Авиэйторс)[6]
- Самый ценный игрок сезона среди мужчин: Марсело Мело (Фридомз)[10]
- Лучшие новички: Анабель Медина Гарригес (Уайлд), Сомдев Девварман (Авиэйторс)[10]
- Самый ценный игрок финала: Мартина Хингис (Каслс)[8]
- Тренер года: Дэвид Макферсон (Авиэйторс)[10]